# 奧戈爾德冰川

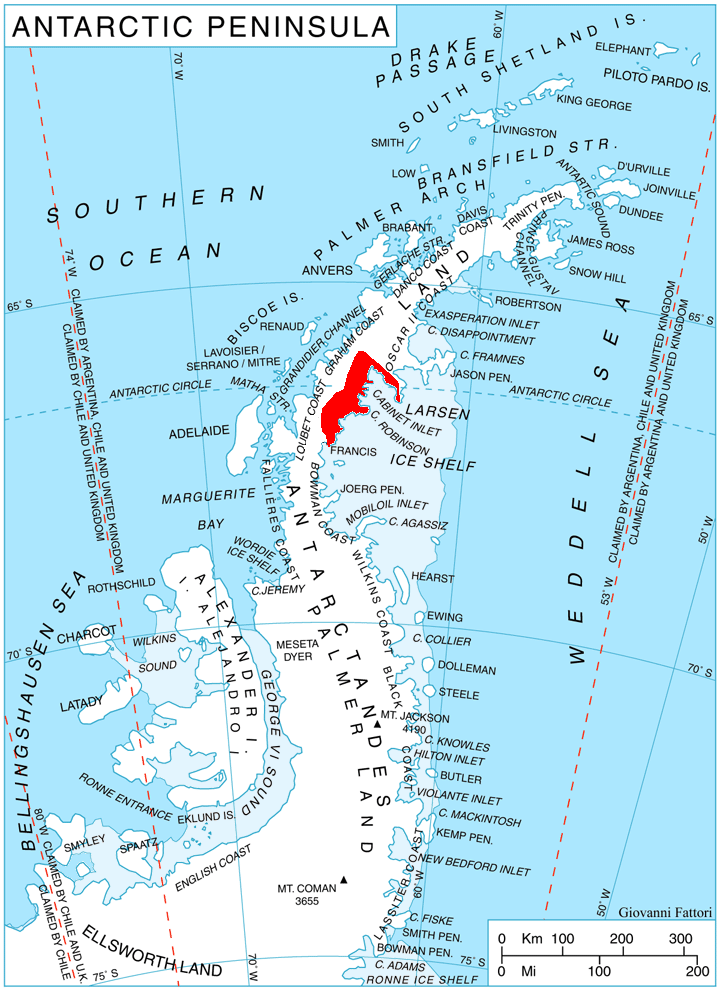

66°46′S 64°31′W / 66.767°S 64.517°W
奧戈爾德冰川（挪威語：Aagaardbreen）是南極洲的冰川，位於葛拉漢地東岸，全長13公里，處於古爾德冰川以東，該冰川根據美國測量隊的空中照片被繪入地圖。